# نیو راشل (نیویورک)
نیو راشل (به انگلیسی: New Rochelle) شهری در شهرستان وستچستر ایالت نیویورک است که در سرشماری سال ۲۰۱۰ میلادی، ۷۷۰۶۲ نفر جمعیت داشته است. نیو راشل، به‌طور رسمی در تاریخ ۱۸۸۹ میلادی به‌عنوان یک شهر شناخته شد.

## نگارخانه

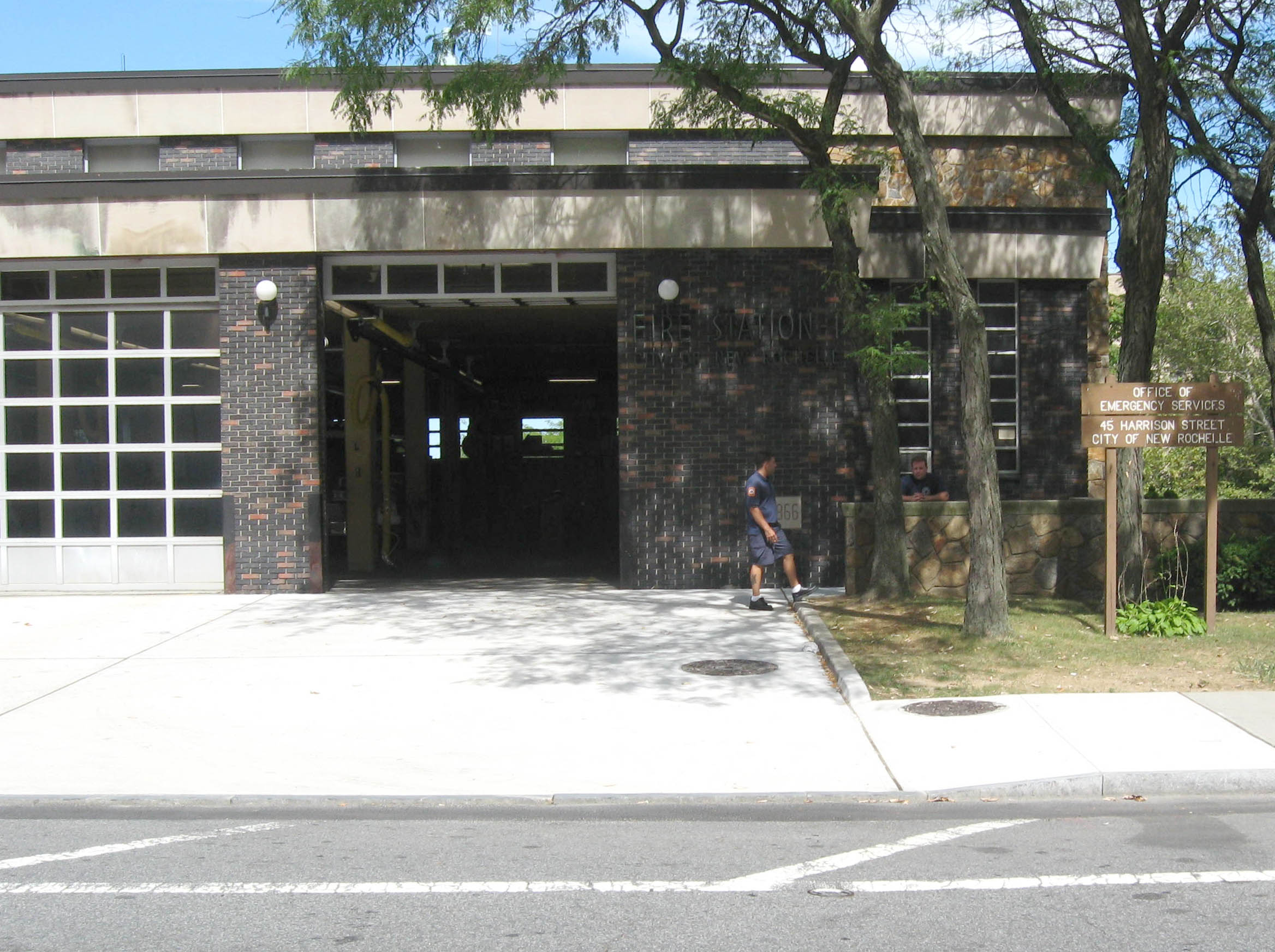